# ریولا ساردو
ریولا ساردو (به ایتالیایی: Riola Sardo) یک کومونه در ایتالیا است که در استان اریستانو واقع شده‌است.

## خصوصیات
ریولا ساردو ۴۸٫۲ کیلومترمربع مساحت و ۲٬۱۳۲ نفر جمعیت دارد و ۹ متر بالاتر از سطح دریا واقع شده‌است.